# 2005-ös olaszországi balközép előválasztás
A 2005-ös olaszországi balközép előválasztást, 2005. október 16-án tartották meg, amin megszavazták, hogy a 2006-os olaszországi parlamenti választáson ki legyen a balközép koalíció közös miniszterelnök-jelöltje. A választáson a szavazatok 74%-át Romano Prodi szerezte meg.

## Háttere
Habár a balközép pártok koalíciója, az Unió már elfogadta Romano Prodit jelöltnek, Prodi mégis ragaszkodott ahhoz, hogy jelöltségét előválasztással legitimálják. Ez újdonságnak számított az olasz politikai életben, ami már az 1990-es évek óta alapvetően kétpolúsú volt, tekintettel a többségi szavazásos választási rendszerre.
Előválasztásra addig csak regionális szinten került sor, a 2005-ös pugliai regionális választáson. A hagyományosan jobboldali, konzervatív fellegvárnak és erősen vallásosnak számító Pugliaban a balközép pártok Nichi Vendola, kommunista , nyíltan meleg politikust és LMBT aktivistát indították el a Jobbközép koalíció a Forza Italia jelöltjével, Raffaele Fittóval szemben.
A regionális választást a balközép jelölt Nichi Vendola nyerte meg, egyben ő lett a régió első megválasztott baloldali és nyíltan homoszexuális elnöke.
Vendola győzelme után Az Unión belül egyre többen hangoztatták az előválasztás fontosságát.

## Jelöltek
Az előválasztás kihirdetése után Fausto Berinotti, a Kommunista Újraalapítás Pártja elnöke jelezte indulási szándékát, majd őt követte Clemente Mastella, az Első-Berlusconi-kormány munka és szociális biztonságért felelős minisztere.  Antonio Di Pietro ügyész, a Tangentopoli-ügyek idején országosan ismertté vált ügyész, az Értékek Olaszországa centrista párt elnöke. Mellettük még Alfonso Pecoraro Scanio a Zöldek Szövetségének elnöke, Ivan Scalfarotto LMBT aktivista valamint Simona Panzino globalziációellenes aktivista is indult a jelöltségért.

## Eredmények
Az előválasztás 2005. október 16-án volt országosan megtartva, 8 és 22 óra között. Az előválasztáson minden olasz állampolgár résztvehetett, aki a 2006-os parlamenti választások dátumáig betöltötte a 18. évet illetve azon bevándorlók akik három éve már Olaszországban éltek fejenként 1 eurónyi összeg ellenében szavazhattak. A szavazóhelyiségek közterületeken, bárokban, éttermekben és fodrászatokban is felállítottak, annak őrzését önkéntese alapon szervezték meg. A koalíción belüli pártok vezetői mind fontosnak tartották, hogy legalább 1 millióan szavazzanak, végül több mint 4,3 millióan szavaztak.
|          | Romano Prodi            | Olajfa (L'Ulivo)                     | 3,182,686 | 74.17 |
|          | Fausto Bertinotti       | Kommunista Újraalapítás Pártja (PRC) | 631,592   | 14.69 |
|          | Clemente Mastella       | Demokraták Uniója Európáért (UDEUR)  | 196,014   | 4.56  |
|          | Antonio Di Pietro       | Értékek Olaszországa (IdV)           | 142,143   | 3.28  |
|          | Alfonso Pecoraro Scanio | Zöldek Szövetsége (FdV)              | 95,388    | 2.22  |
|          | Ivan Scalfarotto        | Független                            | 26,912    | 0.62  |
|          | Simona Panzino          | Független                            | 19,752    | 0.46  |
| Összesen | Összesen                | Összesen                             | 4,294,487 | 100   |

## Politikai reakciók
A balközép koalíció kitörő örömmel fogadta az előválasztáson elért magas részvételt. Clemente Mastella ugyanakkor választási csalással vádolta meg a koalíciót.
A Jobbközép koalíción belül vegyes reakciók lettek: egyfelől elismerésüket fejezték ki az előválasztás sikeréért, mások viszont megkérdőjelezték az előválasztás érvényességét illetve propagandának jellemezték:
- Silvio Berlusconi úgy fogalmazott, hogy "az előválasztás az egyetlen módja a győzelmüknek".
- Gianfranco Fini a szavazók iránti tiszteletét fejezte ki, de megalapozottnak találta Mastella vádját, hogy az eredményeket elcsalták.
- Roberto Maroni, az Északi Liga politikusa azt mondta "mindenesetre tiszteletet érdemelnek, de ez önmagában nem oldja meg a balközép koalíció belső ellentmondásait".